# Џорџтаун (округ Сент Џозеф, Индијана)
Џорџтаун (енгл. Georgetown, St. Joseph County) град је у америчкој савезној држави Индијана.

## Демографија
По попису из 2000. године број становника је 4.497.
| Група             | 2000.         | 2010.    |
| Белци             | 3.781 (84,1%) | 0 (0,0%) |
| Афроамериканци    | 345 (7,7%)    | 0 (0,0%) |
| Азијати           | 156 (3,5%)    | 0 (0,0%) |
| Хиспаноамериканци | 122 (2,7%)    | 0 (0,0%) |
| Укупно            | 4.497         | 0        |